# Krvavé ostří
Krvavé ostří (v anglickém originále The Assassin’s Blade) je doplňkový díl úspěšné fantasy série Skleněný trůn od americké spisovatelky Sarah J. Maas. Novela obsahuje 5 povídek popisujících příběh Celaeny Sardothien zhruba rok před událostmi první knihy, Skleněného trůnu. Sbírka vyšla v USA roku 2014, v Česku roku 2017 pod nakladatelstvím CooBoo s překladem Ivany Svobodové.

## Synopse
Celaena Sardothien je úspěšná a obávaná nájemná vražedkyně, která pracuje v Tvrzi vrahů pro Arobynna Hamela. Avšak ne vždy s rozkazy svého pána souhlasí, což se projeví během její mise v Zátoce lebky. Tam doráží se spolupracovníkem Samem Cortlandem, aby se pomstili kapitánu Rolfemu, ale na místě zjišťují, že do zátoky byli posláni jen kvůli uzavření dohody o koupi otroků pro Arobynna. Celaenu toto zjištění pobouří a rozhodne se úkolu postavit. Se Samem nastraží na Rolfeho léčku, díky které osvobodí loď s otroky a Arobynn tak o své zboží přijde. Tento čin Krále vrahů naštve a Celaenu po zbití pošle do Rudé pouště, aby se na nějakou dobu cvičila u Tichého mistra. Když se po týdnech vrací do Tvrze, uvědomuje si své city k Samovi, které jsou jí opětovány a oba nájemní vrazi začínají plánovat společnou budoucnost. Arobynn se ale nehodlá s někým o Celaenu dělit, a tak ponoukne Rourkeho Farrana, aby Sama zabil mučivou smrtí. Celaena se druhý den o této vraždě dozvídá a je odhodlaná Sama pomstít, ale padne do pasti a je zatčena. Král Adarlanu vražedkyni pošle na doživotí pracovat do solných dolů a vězeňkyni nezbývá nic jiného, než si zachovat nezlomnou vůli.

## Povídky
1. Vražedkyně a pán pirátů (The Assassin and the Pirate Lord)
2. Vražedkyně a léčitelka (The Assassin and the Healer)
3. Vražedkyně a poušť (The Assassin and the Desert)
4. Vražedkyně a podsvětí (The Assassin and the Underworld)
5. Vražedkyně a říše (The Assassin and the Empire)